# Forenzní psychologie
Forenzní psychologie je jednou z aplikovaných disciplín psychologie. Uplatňuje se např. v soudní praxi, formou vypracovávání znaleckých posudků pro zjišťování psychických charakteristik obviněných, jejich zvláštností, perspektiv, příčetnosti v době konání trestné činnosti, posuzování důvěryhodnosti svědků. Zabývá se také viktimizací oběti.
Podobně policejní psychologie pomáhá např. při sestavování pravděpodobného profilu pachatele.